# Laurier Bonin
Pour les articles homonymes, voir Bonin.
Laurier Bonin (1951 - 2 mars 2010) est un réalisateur, monteur et un producteur de cinéma et de télévision québécois.

## Filmographie
Comme producteur
- 1977 : Un gars ben chanceux
- 1978 : Au bout du doute
- 1979 : Histoire vécue
- Anima
- Zone Science
- Zone X
- Entre père et fils
- Oppression
- Les dernières violences
- Vivre avec la mort
- Animal science
- Vivre à vélo
- De quoi t'as peur?

Comme monteur
- 1977 : Un gars ben chanceux
- 1979 : Jeux de portes
- 1982 : Les six saisons Atticamegs
- 1987 : Grand air

Comme scénariste
- 1987 : Visa Santé
- 1987 : Omni Science
- 1990 : La Saga d'Archibald
- 1994-1995 : La Courte échelle

Comme réalisateur
- 1977 : La cueillette du tabac
- 1978 : Au bout du doute
- 1984 : Harvesting the Sea
- 1984 : Chemical Ghosts
- 1984 : Sowing trees and sowing hopes
- 1982-1986 : Incursions
- 1987 : Les carnets de Louise
- 1991 : La Saga d'Archibald
- 1988-1994 : Omni Science - The Science Show
- 1994 : La Courte échelle

## Prix et Nominations
- Prix du court et moyen métrage québécois pour "Au bout du doute" (1979)[2].